# Gustav Adolf Haggenmacher
Gustav Adolf Haggenmacher (* 3. Mai 1845 in Lauffohr bei Brugg; † 19. November 1875 in Afar-Sultanat Awsa, Äthiopien) war ein Schweizer Afrikaforscher und Spion im Dienste Ägyptens.
1865 kam Haggenmacher – gegen den Willen der Eltern – als Abenteurer nach Ägypten und ging 1866 weiter nach Khartum. 1869 gelangte er nach Sawakin und Massaua. 1872 schliesslich schloss er sich Werner Munzinger an, dem Gouverneur des Vizekönigs von Ägypten in Massaua, und wurde 1874 zu dessen Stellvertreter in Kassala ernannt. 1872 brachte er als ägyptischer Kommissar eine Sammlung sudanesischer Erzeugnisse nach Wien auf die Weltausstellung (1873).
Im Auftrag des Khediven machte er eine Reise in die Somalländer und 1875 eine zweite nach Galabat. Offiziell war er mit geographischen Erkundungen beschäftigt, tatsächlich sammelte er Informationen über Expansionsmöglichkeiten für Ägypten. In Munzingers Gouvernement wurde er Leiter des Geheimdienstwesens. Er begleitete Munzinger auf seinem Expeditionszug durch das Land der Afar, um für Ägypten das Gebiet um Awsa zu annektieren. Auf der Flucht nach verlorener Schlacht kam er vor Erschöpfung um.
Sein Sohn Konrad Haggenmacher (der „schwarze Konrad“) wurde zur Ausbildung in die Schweiz und nach Deutschland geschickt. Alfred Ilg holte ihn nach Äthiopien; später war er tätig bei der Eisenbahn in Deutsch-Ostafrika.
Über seine Reise im Somaliland berichtete Adolf Haggenmacher in Petermanns Geographische Mitteilungen (Ergänzungsheft 47, 1876).